# Yeşilırmak
Yeşilırmak (en turc, significa 'Riu verd') és un riu de la regió de la mar Negra, al nord de Turquia, conegut en grec antic com Ίρις, Iris. La seva longitud total és de 418 km.
Des de les seves fonts al nord-est de Sivas, flueix més enllà de Tokat i Amasya i arriba fins a Samsun, i desemboca a la mar Negra.
Els seus afluents són el Çekerek i el Riu Kelkit.

## Història
Estrabó, en la seva Geografia, descriu com flueix a través de Comana del Pont, la fèrtil plana de Dazimònitis, i Gaziura, abans de rebre les aigües del Scylax; a continuació, flueix a través d'Amasia abans d'arribar a la vall del Phanaroea.